# Sumir Karayi
 (février 2019).
 (février 2019).
Sumir Karayi (7 février 1970) est le PDG de 1E, société qu'il a fondée en 1997. 

## Carrière
Sumir Karayi est né dans la ville indienne de Jabalpur et fait ses études dans la ville de Mussoorie avec ses deux sœurs, Seema et Suman. À l'âge de 14 ans, sa famille déménage au Royaume-Uni.
Il assiste à l'école primaire à Beckenham dans le Kent et étudie ensuite l’ingénierie à l'Université de Warwick. Il est ensuite parrainé dans le cadre de ses études par une société de télécommunications, Standard Telephones and Cables (STC).
Sumir Karayi reste à Warwick pour compléter un Master en Technologies de l'information. Après  son diplôme, il épouse une camarade rencontrée pendant sa première année à l'université et obtient un emploi avec une entreprise d’informatique à Oxford.
Il passe les années suivantes à travailler chez la BBC, chez Reuters et chez Lombard. En 1997, à l'âge de 27 ans, il devient expert technique chez Microsoft.
Pendant son expérience chez Microsoft, deux de ses collègues et lui investissent chacun 600 euros pour monter 1E dans la chambre d'amis de son appartement à Ealing, à l’ouest de Londres.
En 1999, Sumir Karayi développe la première itération de NightWatchman Enterprise, le principal produit de 1E. Le principe initial de NightWatchman était de gérer la consommation énergétique des PC tout en conservant leur disponibilité au travail et à la gestion des systèmes.
Il est depuis 1997 CEO de 1E.